# Mercedes-Euklid

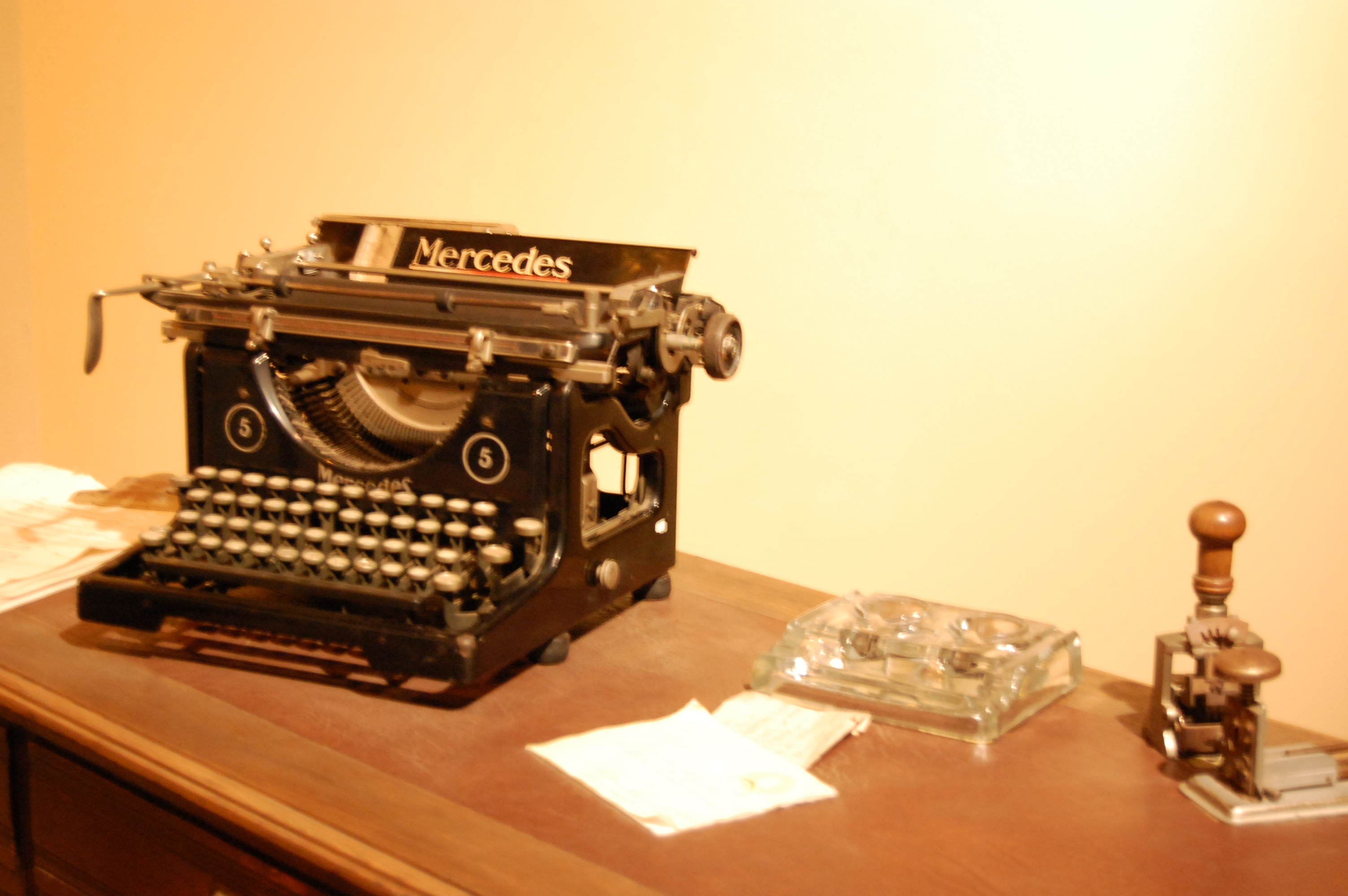
Mercedes también es conocida por producir máquinas de escribir.

La Mercedes-Euklid fue una calculadora inventada en Alemania a principios del siglo XX. Fue construida en Turingia, Alemania en 1905. Los primeros modelos mecánicos manuales utilizaron un diseño de palanca proporcional diseñado por Christel Hamann en 1903.
Un modelo eléctrico, el Mercedes Euklid 30, fue lanzado aproximadamente en 1945, aunque pudo no haber sido la primera calculadora eléctrica de la compañía. En los años 1960, otro modelo eléctrico fue lanzado bajo el nombre de "Cellatron".
La compañía Mercedes ("Mercedes Büro-Maschinen Werke AG, Zella-Mehlis", no el fabricante de automóviles Mercedes-Benz) también es conocida por producir máquinas de escribir.